# Plazmid
Plazmidi so večinoma krožne (lahko tudi linearne) dvovijačne molekule DNK, sposobne samostojnega podvojevanja. Pogosto jih najdemo pri bakterijah, arhejah in tudi pri evkariontih (npr. plazmid 2μm Saccharomyces cerevisiae). Njihova velikost variira od 1 do preko 400 kilobaznih parov (kbp) 

## Vrste plazmidov
Eden izmed načinov uvrščanja plazmidov je glede na njihovo zmožnost prenosa v drugo bakterijo. Konjugativni plazmidi imajo t. i. gene tra (»transfer«), ki opravijo kompleksen proces konjugacije, medcelični prenos plazmida v drugo bakterijo. Nekonjugativni plazmidi niso sposobni začeti konjugacije, vendar se lahko prenesejo s pomočjo konjugativnih plazmidov. 
Najbolj pogosta uvrstitev plazmidov je glede na njihovo funkcijo:
- Konjugativni plazmidi, ki omogočijo medcelični prenos plazmida v drugo celico.
- Plazmidi rezistence (R) imajo gene z zapisom za odpornost proti antibiotikom ali toksinom. Zgodovinsko so znani kot R-faktorji.
- Col-plazmidi, imajo gene, ki kodirajo kolicine in proteine potrebne za propad drugih bakterij.
- Razgrajevalni (Degradative) plazmidi, ki omogočijo presnovo nenavadnih substanc, kot je npr. toluen ali sialična kislina.
- Plazmidi virulence, ki omogočijo patogenost bakteriji.

Poznamo tudi plazmide, ki se lahko vključijo v kromosom in v tem primeru je njihovo podvojevanje uravnavano s strani kromosoma. Plazmide, ki se lahko vključijo v bakterijski kromosom, imenujemo episomi. Na Japonskem so najprej odkrili plazmide R pri črevesnih patogenih, ki so pridobili odpornost proti mnogim antibiotikom. Plazmidi R vsebujejo zapise za odpornost proti mnogim antibiotikom. Med celicami se prenašajo s transformacijo, transdukcijo ali konjugacijo. Konjugacija je najbolj zastopan način prenosa plazmidov R.

### Pomen plazmidov
Plazmidi niso nujni za preživetje bakterij, vendar imajo velik pomen zaradi naslednjih razlogov:
- Imajo gene, katerih produkti omogočijo razgradnjo toksičnih komponent ali pa rastlini omogočijo dostop dušika (fiksacija dušika).
- Pogosto imajo gene, ki imajo zapis za dejavnike virulence in zapis za odpornost proti antibiotikom. Zaradi tega imajo velik pomen z medicinskega in družbenega vidika.
- Plazmidi so izredno uporabni za mikrobiologa, ki želi preračunljivo delati z bakterijo. Uporablja se jih za vnos genov v druge organizme, kot tudi za prekomerno produkcijo za zdravju pomembnih in industrijskih proteinov.
- Mnogo plazmidov si lahko zagotovi svoj »prehod« v druge celice, kar nas ponovno spomni na razširjenost odpornosti proti antibiotikom. Prenos genov med organizmi ima tudi pomemben vpliv na proces evolucije.

Obstoj plazmidov v celici in enakomerno porazdelitev plazmidov pri celični delitvi omogočajo zapisi v replikacijski regiji. Tu so informacije za sintezo proteinov, potrebnih za podvojevanje.

### Podvojevanje in uravnavanje podvojevanja plazmidov
Encimi, vpleteni pri podvojevanju plazmidov, so večinoma celični encimi, tako da je plazmid nekako usklajen s podvojevanjem celice. Prav tako so različni plazmidi prisotni v celici v določenem številu plazmidov na celico; to je število kopij. Tako lahko najdemo v celici od 1 do 3 kopije plazmida, v nekaterih pa več kot 100. Število je uravnavano z geni v plazmidu ter medsebojnim vplivom med gostiteljem in plazmidom. Elementi, potrebni za podvojevanje plazmida, ki so zapisani v replikacijskih regijah, so mesto začetka podvojevanja (ori), protein, vključen v začetek podvojevanja (protein Rep) in geni, katerih produkti so vključeni pri uravnavanju podvojevanja plazmidne DNA (del Solar in sod., 1998). 
Večina plazmidov po Gramu negativnih bakterij se podvojuje podobno kot kromosom. To vključuje začetek (»initiation«) podvojevanja v mestu ori in dvosmerno podvojevanje, tako da nastane intermediat theta θ. Vendar ne smemo pozabiti, da imajo nekateri plazmidi enosmerno podvojitev. Podvojevanje po mehanizmu premestitve verig je podobno mehanizmu θ. Glavna razlika pa je v tem, da pri mehanizmu premestitve verig poteka sinteza DNA obeh verig neprekinjeno, in sicer iz dveh simetričnih izhodišč (ori mest) v nasprotne strani.
Večina plazmidov po Gramu pozitivnih bakterij se podvojuje z mehanizmom kotalečega se kroga. Podoben mehanizem uporablja fagΦX174. Pri tem mehanizmu potekata sinteza vodilne in zastajajoče verige ločeno.

## Inkompatibilnost
Nekatere posamezne bakterijske celice imajo lahko več različnih plazmidov, npr. Borrelia burgdorferi ima 17 različnih krožnih in linearnih plazmidov, Escherichia coli pa tudi do 7 plazmidov. Zmožnost dveh različnih plazmidov, da se podvojujeta v isti celici je uravnavana z geni plazmida (imenovanimi inc). Ko se plazmid prenese v celico, ki že vsebuje neki plazmid, se pogosto zgodi, da se en izmed plazmidov izgubi pri celičnem podvojevanju. Za taka plazmida pravimo, da sta inkompatibilna. Poznamo več inkompatibilnostnih (Inc) skupin. Plazmidi ene inkompatibilnostne skupine izključujejo eden drugega, vendar lahko soobstajajo s plazmidi druge skupine. Plazmidi ene inkompatibilnostne skupine si delijo podoben mehanizem uravnavanja podvojevanja in so zato sorodni en drugemu (zato ne morejo soobstajati v celici).

## Replikacijske regije
Plazmide, ki producirajo pile F so uvrstili v 6 inkompatibilnostnih skupin, od IncFI do IncFVI. Mnogo od teh plazmidov ima več kot eno replikacijsko regijo. Plazmidi IncFI imajo lahko ne manj kot tri osnovne replikacijske regije na različnih regijah plazmida, ki so jih poimenovali RepFIA, RepFIB in RepFIC. Pri RepFIC, primerjava nukleotidnih zaporedij replikacijskih regij z dosedaj poznanimi replikacijskimi regijami pokaže, da ima plazmid F res RepFIA in RepFIB, nima pa RepFIC. Ta regija si namreč zasluži svoje lastno ime – npr. RepFID.
Protein RepE (29 kDa), pri plazmidih z replikacijsko regijo RepFIA, ima specifično in esencialno vlogo pri začetku podvojevanja (veže se na mesto začetka podvojevanja ori2), ter pri vzdrževanju števila kopij plazmida. Dimer RepE se s pomočjo DnaK, DnaJ in GrpE (molekularni šaperoni) pretvori v monomer RepE. Monomer RepE se veže na ponavljajoče se elemente, t. i. iterone in tako se prične podvojevanje. Dimer RepE pa deluje kot represor. 
Replikacijske regije RepFIB so na splošno sestavljene iz gena repA, katerega obdajajo iteroni. Protein RepA je produkt gena repA in je odgovoren samo za začetek podvajanja plazmida. 
Replikacijska regija RepFIIA ima gene copA, tapA, repA in oriR. Začetek podvojevanja in terminacijska mesta so sorodna replikacijski regiji IncFII plazmida R1. Število kopij plazmida je uravnavano s protismiselno molekulo RNA (CopA), ki inhibira sintezo proteina RepA. Za inhibicijo je potrebna interakcija med protismiselno molekulo RNA in njeno tarčo, CopT, z vezavo na mRNA repA.

## Konjugativni plazmidi
Konjugativni plazmidi so tisti plazmidi, ki se lahko s konjugacijo, to je obliko medceličnega genetskega prenosa, prenesejo v druge celice. O genetskem prenosu pri E. coli sta prvič poročala Lederberg in Tatum leta 1946, ko sta opazila medcelični prenos med dvema mutantoma E. coli K12.
Vsi zapisi, potrebni za konjugacijo, so v konjugativnem plazmidu, v t. i. regiji tra (»transfer«), ki je dolga 33,3 kbp. Poleg lastnega prenosa lahko konjugativni plazmidi tudi posredujejo prenos drugih plazmidov in celo delov kromosoma v druge bakterijske celice. Zaradi te sposobnosti so takšni plazmidi pomembni dejavniki razširjanja odpornosti proti antibiotikom in tudi virulentnih dejavnikov v bakterijskih populacijah. Prav tako tisti sevi, ki imajo konjugativni faktor F, bolje tvorijo biofilme, v primerjavi s tistimi, ki jih nimajo.